# Lethrinops mylodon
Lethrinops mylodon és una espècie de peix de la família dels cíclids i de l'ordre dels perciformes endèmica del llac Malawi (Àfrica oriental).

## Subespècies
- Lethrinops mylodon borealis (Eccles & Lewis, 1979)
- Lethrinops mylodon mylodon (Eccles & Lewis, 1979)[1]